# Колтимак (ліва притока Тойми)
Колтима́к (рос. Колтымак) — невелика річка в Алнаському районі Удмуртії, Росія, ліва притока Тойми.
Довжина річки становить 12 км. Бере початок на Можгинської височини, впадає до Тойми біля села Ромашкино. На річці розташовані села Абишево, Бокай, Стара Шудья та Козаково. В селах Абишево та Стара Шудья збудовано автомобільні мости.